# Romain Girouille
Pour les articles homonymes, voir Girouille.
Romain Girouille, né le 26 avril 1988 à Saint-Doulchard (Cher), est un archer français. Il a fait partie de l'équipe de France aux Jeux olympiques de Pékin en 2008 et de Londres en 2012.
Au 9 juin 2010, il occupe la 3e place au classement mondial, son meilleur classement étant 2e.

## Palmarès[2]

### Jeux olympiques d'été
- Jeux olympiques de 2008 à Pékin (Chine) : 43e

### Championnats du monde (extérieur)
- Médaille d'argent par équipe en 2009
- 6e en individuel en 2009

### Coupe du monde (extérieur)
- Médaille de bronze en 2009
- Médaille de bronze en 2008

### Championnats d'Europe (extérieur)
- Médaille d'or en individuel en 2010

### Championnats du monde junior (extérieur)
- Médaille d'or en individuel en 2006